# Chili op de Olympische Zomerspelen 1960
Chili nam deel aan de Olympische Zomerspelen 1960 in Rome, Italië. Het was de tiende deelname van het land. Net als bij de vorige editie was atlete Marlene Ahrens vlaggendraagster bij de openingsceremonie.
Er namen negen sporters (8 mannen en 1 vrouw) deel in drie olympische sportdisciplines. Atleten Marlene Ahrens, Juan Silva en bokser Carlos Lucas namen voor de tweede keer deel. In de atletiek werd voor de tiende keer deelgenomen, in het boksen en de schietsport voor de zesde keer.
Aan de zeven behaalde medailles tot nu toe, behaald in 1928 (1), 1952 (2) en 1956 (4), werden er op deze editie geen aan toegevoegd.

## Resultaten en deelnemers

### Atletiek
| Olympiër (deelname) | Onderdeel       | Resultaat | Prestatie |
| ------------------- | --------------- | --------- | --- |
| José Aceituno       | 5000m (m)       | DNF       | serie 2: niet gefinisht |
| Juan Silva (2)      | marathon (m)    | 33e       | 2:31.18 |
| Juriz Laipenieks    | tienkamp (m)    | 19e       | 100m: 21ste in 11,6 (707 punten) verspringen: 10de met 6,88m (749 punten) kogelstoten: 19de met 12,65m (640 punten) hoogspringen: 27ste met 1,65m (605 punten) 400m: 16de in 51,3 (630 punten) 110m horden: 22ste in 17,1 (413 punten) discuswerpen: 9de met 40,49m (640 punten) polsstokhoogspringen: 18de met 3,30m (438 punten) speerwerpen: 7de met 61,44m (764 punten) 1500m: 19de in 4.57,5 (279 punten) totaal: 5865 punten |
|                     |                 |           | |
| Marlene Ahrens (2)  | speerwerpen (v) | 12e       | kwalificatie: 11de met 48,36m finale: 12de met 47,53m |

### Boksen
| Olympiër (deelname) | Onderdeel | Resultaat | Prestatie                                                |
| ------------------- | --------- | --------- | -------------------------------------------------------- |
| Juan Diaz           | -57kg (m) | 9e        | 1ste ronde: W van AUS Males 2de ronde: V van SUI Chervet |
| Alfredo Cornejo     | -67kg (m) | 17e       | 1ste ronde: vrij 2de ronde: V van IRI Yaverkandi         |
| Carlos Lucas (2)    | -75kg (m) | 9e        | 1ste ronde: W van ARG Loza 2de ronde: V van URS Feofanov |

### Schietsport
| Olympiër          | Onderdeel | Resultaat | Prestatie  |
| ----------------- | --------- | --------- | ---------- |
| Juan Enrique Lira | trap (m)  | 17e       | 179 punten |
| Gilberto Navarro  | trap (m)  | 26e       | 174 punten |

Afghanistan · Argentinië · Australië · Bahama's · België · Bermuda · Birma · Brazilië · Brits-Guiana · Bulgarije · Canada · Ceylon · Chili · Colombia · Cuba · Denemarken · Duits eenheidsteam · Ethiopië · Fiji · Filipijnen · Finland · Frankrijk · Ghana · Griekenland · Groot-Brittannië · Haïti · Hongarije · Hongkong · Ierland · IJsland · India · Indonesië · Irak · Iran · Israël · Italië · Japan · Joegoslavië · Kenia · Libanon · Liberia · Liechtenstein · Luxemburg · Malakka · Malta · Marokko · Mexico · Monaco · Nederland · Nederlandse Antillen · Nieuw-Zeeland · Nigeria · Noorwegen · Oeganda · Oostenrijk · Pakistan · Panama · Peru · Polen · Portugal · Puerto Rico · Roemenië · San Marino · Singapore · Soedan · Sovjet-Unie · Spanje · Suriname · Taiwan · Thailand · Tsjecho-Slowakije · Tunesië · Turkije · Uruguay · Venezuela · Verenigde Arabische Republiek · Verenigde Staten · Vietnam · West-Indische Federatie · Zuid-Afrika · Zuid-Korea · Zuid-Rhodesië · Zweden · Zwitserland